# ایوان مانف
ایوان مانف (بلغاری: Иван Манев؛ زادهٔ ۲۳ نوامبر ۱۹۵۰) قایقران کانو اهل بلغارستان است.